# مئذنة باب الغوانمة

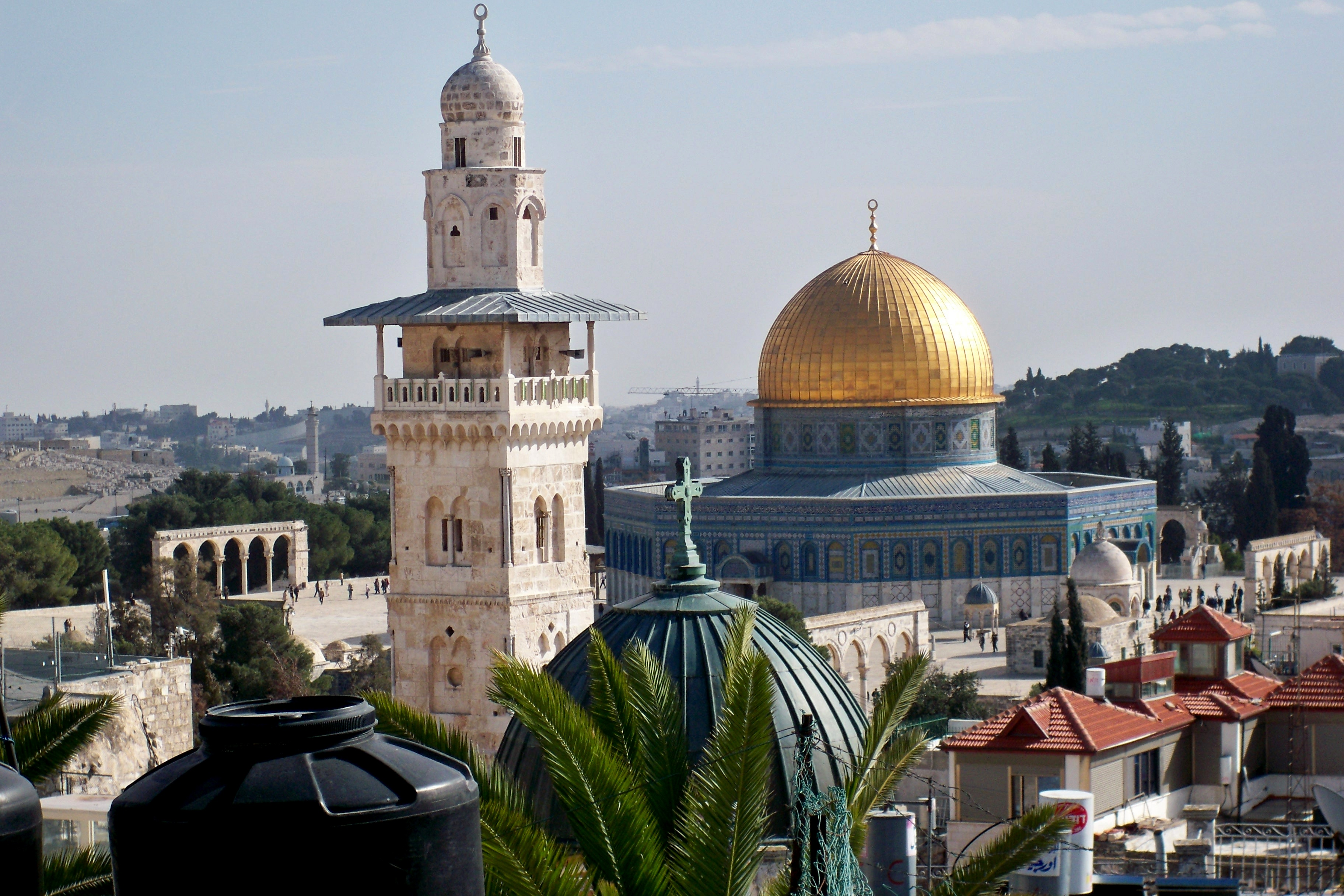
مئذنة الغوانمة في المسجد الأقصى

تقع مئذنة الغوانمة على الرواق الشمالي للمسجد الأقصى المبارك، في أقصى غربه، قرب باب الغوانمة.

## أسماؤها
سميت بـ «مئذنة الغوانمة» لوقوعها قرب باب الغوانمة. كذلك سميت بـ «منارة قلاوون»، حيث أنها قد جددت في عهد السلطان المملوكي محمد بن قلاوون عام 730هـ - 1329م. كذلك أطلق عليها منارة السرايا لقربها من مبنى السرايا الواقعة خارج المسجد الأقصى المبارك والتي اتخذت مقرا للحكم في العهد المملوكي.

## بناؤها
يعود بناء مئذنة الغوانمة للعصر المملوكي، شيّدها القاضي شرف الدين عبد الرحمن بن الصّاحب وزير فخر الأمين الخليلي في عهد السلطان المملوكي السعيد محمد بركة ابن السلطان الظاهر بيبرس سنة 1278م. ثم عمّر بناءها الأمير سيف الدين تنكز الناصري، نائب الشام، في سنة 730هـ/1329م.
و قد وجد على حائط المئذنة نقش نصّه: «بسم الله الرحمن الرحيم... أمر بعمارة هذه المنارة المباركة في أيام مولانا السّلطان الملك النّاصر... في سنة ثلاثين وسبعمائة».
تم تجديدها في عهد السلطان محمد بن قلاوون. كما جددها المجلس الإسلامي الأعلى سنة 1346هـ 1927م تحت إشراف المهندس المعماري العثماني كمال الدين، ثم جُدّدت حديثًا على يد لجنة الإعمار في عام 2002م.

## معمارها

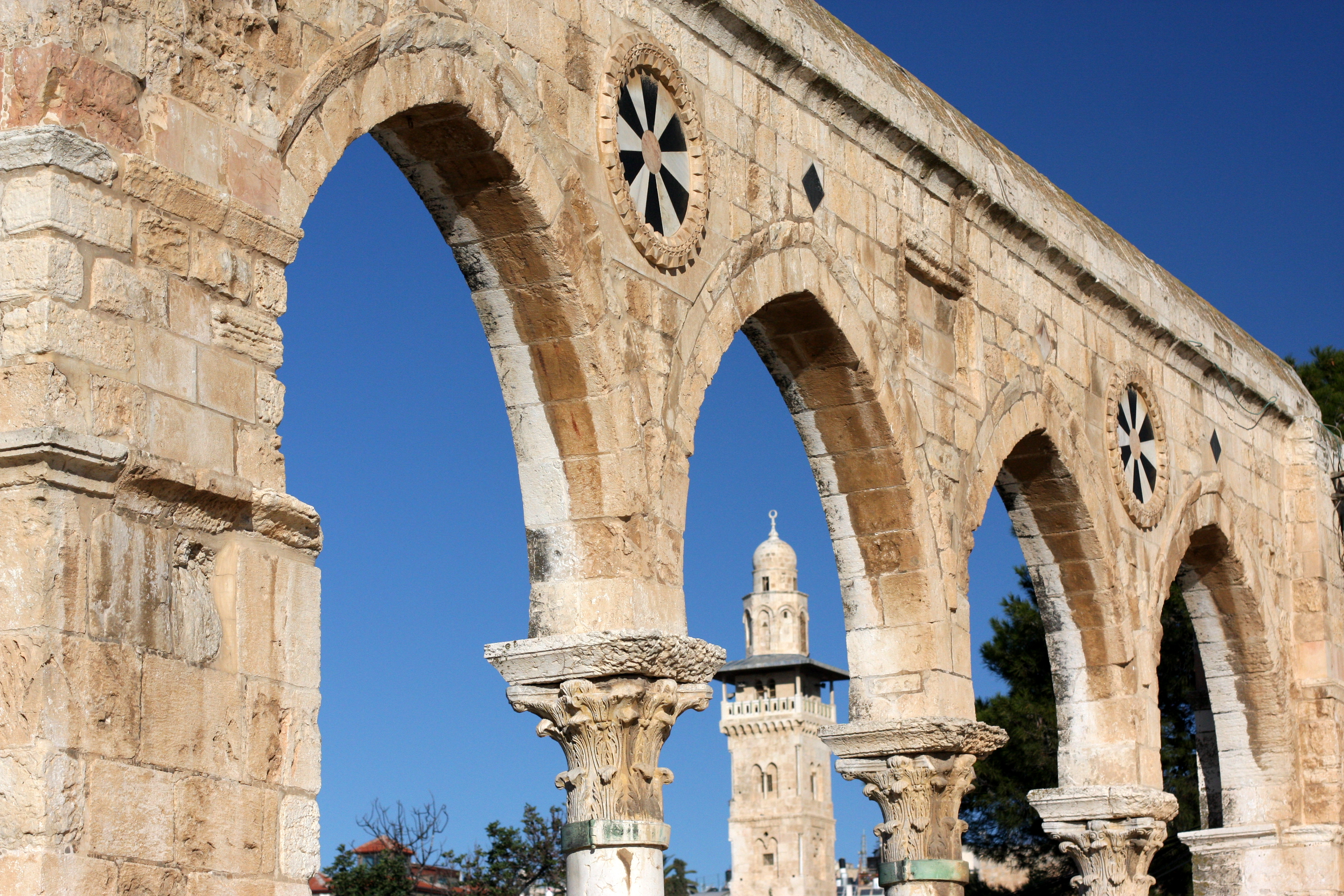
مئذنة الغوانمة في المسجد الأقصى

مئذنة الغوانمة هي أكثر مآذن المسجد الأقصى المبارك ارتفاعاً وإتقاناً في الزخارف، يبلغ ارتفاعها 38.5م.
وتقوم المئذنة على قاعدة رباعية الأضلاع، وبدنها رباعي. ويبلغ طول ضلع قاعدتها 5,50 متر، وعرضه 4,50 متر إلا أن جزؤها العلوي ثماني الأضلاع، يصعد إليها بـ 120 درجة.
ويقوم فوق القاعدة الطابق الأول. وتوجد فتحة مربعة الشكل في كل واجهة من واجهاتها الأربع. ويقوم الطابق الثاني على غرار الطابق الأول، باستثناء الفتحة، فهي مستطيلة الشكل، وأمامها عمود صغير من الرخام، في الطابق الثاني، وينتهي هذا الطابق بمجموعة من المقرنصات لإقامة شرفة حجرية مربعة الشكل فوقه، وفي وسطها بناء مربع، وهو أصغر حجماً من مربع المئذنة. ويقوم فوق بدن مثمن ينتهي بطاقة المئذنة (مبخرة).

## الاحتلال الصهيوني ومئذنة الغوانمة
نظراً لأن مئذنة الغوانمة تشرف على جميع المسجد الأقصى فقد سعى الصهاينة إلى السيطرة عليها عبر احتلال المدرسة العمرية المجاورة لها والتي أصبحت تحت سيطرة بلدية الاحتلال منذ بدء الاحتلال.
كما أن النفق الغربي الذي يطلق عليه الصهاينة اسم «الحشمونائيم» والذي افتتح عام 1996م يمر قرب أساسات هذه المئذنة، مما أدى إلى تصدعها، واستلزم ترميمها الأخير عام 2001م.